# Abel Folk
Abel Folk (Montesquiu, Osona, 28 d'agost de 1959) és un actor de cinema, televisió i doblador. També ha dirigit, juntament amb Joan Riedweg, la pel·lícula Xtrems. És la veu habitual, en català i castellà, de l'actor Pierce Brosnan. És conegut, també, per posar la veu al programa de síntesi de parla Loquendo.

## Direccions

### Teatre
- 2011. Desclassificats, a La Villarroel la va dirigir el mateix autor Pere Riera.
- 2013. Si, senyor ministre, al Teatre Condal
- 2014. L'última trobada, al Teatre Romea
- 2015. Pels Pèls, al Teatre Condal

## Interpretacions

### Teatre
- 2010. Agost, de Tracy Letts al Teatre Nacional de Catalunya
- 2022. Una teràpia integral[4]

### Sèries de televisió
- 1994: Arnau
- 1995: Secrets de família[4]
- 1997: Laura
- 2001: Mirall trencat
- 2008-2009: Ventdelplà
- 2016: La embajada
- 2018: Si no t'hagués conegut
- 2019: La valla
- 2024: Vintage

### Cinema i films televisius
- 1984. Hombres que rugen, d'Ignacio F. Iquino
- 1987. L'escot[4]
- 1987. Mi general
- 1987. Barrios altos
- 1989. Los días del cometa
- 1992. Havanera 1820
- 1992. El llarg hivern
- 1993. Monturiol, el senyor del mar[4]
- 1994. All tied up
- 1994. La teta i la lluna
- 1995. Gimlet
- 1995. El perquè de tot plegat[4]
- 1995. Parella de tres[4]
- 1995. Sharpe's Gold
- 1996. Raons sentimentals
- 1998. Subjúdice
- 2000. El viaje de Arián
- 2002. The dancer upstairs
- 2003. Face of terror
- 2004. Art Heist
- 2004. Iris
- 2004. Golpe maestro
- 2005. L'est de la brúixola
- 2006. Animals ferits
- 2006. 53 dies d'hivern
- 2006. The Cheetah Girls 2
- 2006. Gal
- 2006. El coronel Macià
- 2006. Los simuladores
- 2007. Próxima
- 2007. Savage Grace
- 2008. Vicky Cristina Barcelona
- 2009. Xtrems
- 2014. Isabel
- 2022. Alguns dies d'ahir[4]

## Guardons
L'any 1992 va ser reconegut amb el premi al millor actor de cinema que atorga l'Associació d'Actors i Directors Professionals de Catalunya per la seva interpretació a la pel·lícula Havanera 1820, guardó que va tornar a guanyar l'any següent amb Monturiol, el senyor del mar.
El coronel Macià (2006) li va valer una nominació al Premi Barcelona de Cinema i una altra al Premi Butaca al millor actor de cinema. L'any 1997 ja havia rebut aquest premi per la seva interpretació a l'obra Pel davant... i pel darrera, en la categoria de millor actor de teatre.